# Saint-Pierre-de-Maillé
 Saint-Pierre-de-Maillé  es una población y comuna francesa, situada en la región de Poitou-Charentes, departamento de Vienne, en el distrito de Montmorillon y cantón de Saint-Savin (Vienne).

## Demografía
| 1385 | 1284 | 1092 | 1011 | 959 | 915 |
| Para los censos de 1962 a 1999 la población legal corresponde a la población sin duplicidades (Fuente: INSEE [Consultar]) |      |      |      |     |     |